# Grad Krško
Grad Krško (nemško Gurckfeld, dobesedno Krško polje - Gurck je ponemčena beseda za Krko) je bil srednjeveški grad, ki se je nahajal na hribu Gora nad starim mestnim jedrom Krškega. Danes je ohranjenih le nekaj zidov v ruševinah.

## Zgodovina
Krško se (skupaj z Brestanico) prvič omenja leta 895, ko je cesar Arnulf Koroški omenjena kraja podaril zvestemu Valtunu. Če je v tem času grad že stal, se ne ve. Domneva se, da je bil pozidan kmalu po letu 1100 iz strani rodbine grofov Bogenskih. Ti so imeli grad v lasti že vsaj leta 1154, v neki listini iz tega leta so namreč omenjeni Bertold in njegov sin Walter, naslednje leto pa Reginmar in njegov sin Swiker, ministeriali krškega grofa Bogenskega. Ti graščaki so bili morda v sorodstvu (svaštvu) z gorenjskimi grofi in so prišli do krškega posestva z ženitvami - grof Albert II. Bogenski je vzel za soprogo Hedviko hčerko Vovbrškega grofa Popa.
Leta 1189 se grad omenja kot castrum Gurkeuelt, bogenski ministerial pa je bil Ortolf. Albert III. Bogenski je takrat krško graščino zastavil salzburškemu nadškofu Albertu III., sorodniku svoje soproge, za 800 mark brežkega denarja (Breže - Freisach na Koroškem, kjer so denar kovali). Dogovoril pa se je, da je imel v dveh letih možnost odplačati graščino. Če tega ne bi mogel ali hotel storiti, naj bi zastavnino vrnili njegovi nasledniki. Nadškof naj bi mu plačeval po 180 mark letno. Po zgodovinarju Šumiju naj bi bil vzrok zastave ta, da je grof Bogenski denar morebiti potreboval za udeležbo križarske vojne, za katero se je pripravljal cesar Friderik I. Barbarossa. Tretje križarske vojne so se udeležili mnogi plemenitaši iz kranjskega in tako morda tudi grof Bogenski leta 1189. Vendar je to samo domneva, ki ni osnovana na virih. Nadškof Adalbert III. je umrl leta 1200. Njegovemu nasledniku Eberhardu II. so  sinovi grofa Bogenskega Albert, Bertold in Leopold leta 1202 grad (castrum Gurkvelde) prodali za dodatnih 800 mark (grad je bil vreden torej 1600 mark), nadškof pa jim ga je po dogovoru vrnil nazaj v fevd.
Leta 1223 se omenjata Bertoldus in Gizelbert de Gurgveld. Bertold se omenja tudi 1248. Njegov sin, pravtako Bertold, je grad podedoval leta 1284.
V letih 1351-58 so naselje, grad in posest postali last Celjskih grofov. Po smrti Ulrika II. leta 1456 je njegova vdova Katarina leta 1459 grad prodala Habsburžanom, ti pa so ga oddajali v zakup. Friderik III. Habsburški je naselbino pod njim leta 1477 povzdignil v mesto. Pomen gradu je ščasoma tako nazadoval, da je bil že v valvasorjevih časih opuščen in je začel propadati. Že v začetku 19. stoletja je bil v razvalinah, danes pa so vidni le še skromne razvaline, a je nekdanja grajska lokacija še vedno dominantna razgledna točka ob vstopu v današnje Krško.

## Galerija
- Tabla na začetku poti na hrib
- Ostanki bergfrida
- Lina
- Južna stran
- Vzhodna - »prednja« stran gradu (glej Valvasorjevo upodobitev zgoraj)
- Vzhodna stran
- Ohranjen zid s »pravilno« zidavo
- Severno zidovje
- Vrh hriba
- Krško z grajskega hriba
- Staro mestno jedro